# David Blair
David Blair est un réalisateur britannique.

## Filmographie

### Réalisateur
Cinéma
- 2018 : Hurricane
- 2016 : Away
- 2015 : The Messenger
- 2012 : Bert & Dickie
- 2012 : Best plans
- 2003 : Mystics
- 2001 : Tabloid

Télévision
- 2014 : Common (série TV)
- 2008 : Tess of the D'Urbervilles (mini-série)
- 2006 à 2009 : The Street (série TV)
- 2005 : Malice Aforethought (série TV)
- 2005 : Coup de foudre royal
- 2000 : Donovan Quick (série TV)

## Récompenses
- British Academy Television Award de la meilleure série télévisée dramatique en 2007 pour The Street
- Mention spéciale au Festival du film britannique de Dinard 2016 pour Away
- Meilleure série dramatique (Best Drama Series or Serial) au BAFTA Scotland 1997 pour A Mug's Game
- Meilleure série dramatique (Best Drama Series or Serial) au BAFTA Scotland 1995 pour Takin' Over the Asylum